# Orwell (Vermont)
Orwell és una població dels Estats Units a l'estat de Vermont. Segons el cens del 2000 tenia 1.185 habitants.

## Demografia
Segons el cens del 2000, Orwell tenia 1.185 habitants, 441 habitatges, i 340 famílies. La densitat de població era de 9,7 habitants per km².
Dels 441 habitatges en un 38,1% hi vivien nens de menys de 18 anys, en un 65,5% hi vivien parelles casades, en un 6,1% dones solteres, i en un 22,9% no eren unitats familiars. En el 17,9% dels habitatges hi vivien persones soles el 6,6% de les quals corresponia a persones de 65 anys o més que vivien soles. El nombre mitjà de persones vivint en cada habitatge era de 2,69 i el nombre mitjà de persones que vivien en cada família era de 3,02.
Per edats la població es repartia de la següent manera: un 27,3% tenia menys de 18 anys, un 5,6% entre 18 i 24, un 27,4% entre 25 i 44, un 27,8% de 45 a 60 i un 11,9% 65 anys o més.
L'edat mediana era de 39 anys. Per cada 100 dones de 18 o més anys hi havia 98,2 homes.
La renda mediana per habitatge era de 40.978 $ i la renda mediana per família de 42.438 $. Els homes tenien una renda mediana de 29.671 $ mentre que les dones 23.304 $. La renda per capita de la població era de 19.835 $. Entorn del 6,2% de les famílies i el 10,4% de la població estaven per davall del llindar de pobresa.